# Lucie Hotte
 (août 2023).
Lucie Hotte est une universitaire canadienne. Elle est professeure titulaire au Département de français et directrice du Centre de recherche sur les francophonies canadiennes de l’Université d’Ottawa. Elle dirige également le Laboratoire de recherche sur les cultures et les littératures francophones du Canada au sein du Collège des chaires de recherche sur le monde francophone. Ses recherches portent sur les théories de la lecture, les littératures minoritaires et l’écriture des femmes. Elle s’intéresse également à la réception critique des œuvres d’écrivains marginaux. Elle a beaucoup publié sur les littératures franco-canadiennes et québécoise ainsi que sur les enjeux institutionnels propres aux littératures minoritaires. En 2001, son essai Romans de la lecture, lecture du roman : l’inscription de la lecture (Éditions Nota bene) a remporté le prix Gabrielle-Roy et, en 2015, elle a reçu le prix du meilleur livre de l’Association des professeurs de français des universités et collèges canadiens pour l'ouvrage René Dionne et Gabrielle Poulin : œuvres et vies croisées (Éditions David). En 2017, elle a reçu la médaille commémorative du 150e anniversaire de la Confédération du Sénat canadien en reconnaissance de sa contribution exceptionnelle à la promotion de la culture franco-ontarienne. Madame Hotte est membre de la Société royale du Canada.

## Prix et distinctions
2023 :                  Prix Paulette-Gagnon, Assemblée de la francophonie de l'Ontario
2019 :              Finaliste, Prix du Canada, Fédération des sciences humaines du Canada, pour Ottawa, lieu de vie français
2018 :              Prix Marguerite-Maillet de l’APLAQA, pour l’excellence en recherches
2018 :              Finaliste, Prix du Canada, Fédération des sciences humaines du Canada, pour Les littératures franco-canadiennes à l’épreuve du            temps.
2017 :               Prix d’auteur pour l’édition savante, pour Les littératures franco-canadiennes à l’épreuve du temps (voir subventions)
2017 :               Membre de la Société royale du Canada, Académie des arts, des lettres et des sciences humaines
2017 :               Médaille commémorative du Sénat canadien à l’occasion du 150e anniversaire du Canada
2017 :               Prix d’auteur pour l’édition savante, pour Ottawa, lieu de vie français
2016-2017 :      Chaire d’études sur le Canada, Pôle de recherche et d’enseignement supérieur, Limousin-Poitou-Charentes, Universités de Poitiers, La Rochelle, Limoges, Tours et Orléans.
2016 :                Prix du (de la) professeur(e) de l’année, Faculté des arts, Université d’Ottawa.
2015 :                Prix du meilleur livre de l’APFUCC (Association des professeurs de français des universités et collèges canadiens) pour René Dionne et Gabrielle Poulin : œuvres et vies croisées
2013 :                Écrivaine invitée, Salon du livre de Hearst
2011 :                Écrivaine invitée, Salon du livre de Hearst
2011 :                Mention honorable, Prix Champlain pour Introduction à la littérature franco-ontarienne
2011 :                Visiting scholar in Canadian Studies, Duke University
2004-2019 :      Titulaire de la Chaire de recherche universitaire sur les cultures et les littératures francophones du Canada
2002 :                Prix Gabrielle-Roy 2001 pour Roman de la lecture, lecture du roman (Nota Bene, 2001).
1998-2000 :      Bourse de recherche universitaire, Université d’Ottawa
1996-1998 :      Chercheur-boursier postdoctoral, CRSH, Département des lettres françaises, Université d'Ottawa, projet de recherche : « Appartenance culturelle et réception littéraire : aspects théoriques ».
1995-1996 :      Bourse Queen Elizabeth II, Ontario, projet de recherche : « L’inscription de la lecture dans le roman québécois ».
1991-1995 :      Bourse doctorale, CRSH, projet de recherche : « L’inscription de la lecture dans le roman québécois ».
1990-1991 :      Bourse de maîtrise, Bourses d’études supérieures de l’Ontario
1990 :               Médaille d'or de la Faculté des arts, Université d'Ottawa.

## Publications
- Ottawa, lieu de vie français, en collaboration avec Anne Gilbert, Linda Cardinal, Michel Bock et François Charbonneau, Ottawa, Presses de l’Université d’Ottawa et Centre de recherche en civilisation canadienne-française, coll. « Amérique française », 2017, 676 p.
- Les littératures franco-canadiennes à l’épreuve du temps, sous la direction de Lucie Hotte et François Paré, Ottawa, Presses de l’Université d’Ottawa, « Archives des lettres canadiennes », Tome xvi, 2016.
- La littérature franco-ontarienne depuis 1996 : nouveaux enjeux esthétiques, sous la direction de Lucie Hotte et François Ouellet, Sudbury, Éditions Prise de parole, coll. « Agora », 2016.
- René Dionne et Gabrielle Poulin : œuvres et vies croisées, Ottawa, David, 2014.

- Doric Germain, en collaboration avec Véronique Roy, Ottawa, Éditions David, collection « Voix didactiques : auteurs », 2012, 221 p.

- (Se) Raconter des histoires : Histoire et histoires dans les littératures francophones du Canada, Sudbury, Prise de parole, 2010.
- Introduction à la littérature franco-ontarienne, sous la direction de Lucie Hotte et Johanne Melançon, Sudbury, Prise de parole, coll. « Agora », 2010.
- Habiter la distance. Études en marge de La distance habitée, sous la direction de Lucie Hotte et Guy Poirier, Sudbury, Prise de parole, coll. « Agora », 2009.
- Thèmes et variations. Regards sur la littérature franco-ontarienne, sous la direction de Lucie Hotte et Johanne Melançon, Sudbury, Prise de parole, coll. « Agora », 2005, 393 p.
- La littérature franco-ontarienne : voies nouvelles, nouvelles voix, sous la direction de Lucie Hotte avec la collaboration de Louis Bélanger et Stefan Psenak, Ottawa, Le Nordir, 2002, 280 p.
- La parole mémorielle des femmes, sous la direction de Linda Cardinal et Lucie Hotte, Montréal, Éditions du remue-ménage, 2002, 200 p.
- L’inscription de la lecture. Lecture du roman, romans de la lecture, Québec, Nota Bene, 2001. (Prix Gabrielle-Roy 2001)
- La littérature franco-ontarienne.  Enjeux esthétiques, sous la direction de Lucie Hotte et François Ouellet, Hearst, Le Nordir, 1996, 139 p.
- La problématique de l'identité dans la littérature francophone du Canada et d'ailleurs, Hearst, Le Nordir, 1994, 152 p.